# Freddy Martin
Frederick Alfred (« Freddy ») Martin (9 décembre 1906 – 30 septembre 1983) était un saxophoniste ténor et chef de big band (orchestre) américain.

## Filmographie
- 1942 : Sept Jours de perm (Seven Days' Leave) de Tim Whelan